# Emil Voigt (Turner)
Emil Alwell Voigt (* 15. Dezember 1879 in St. Louis, Missouri; † 26. Februar 1946 in Dearborn, Michigan) war ein US-amerikanischer Turner.

## Werdegang
Emil Voigt gehörte 1904 zur US-amerikanischen Delegation bei den Olympischen Spielen in seiner Geburtsstadt St. Louis. Bei diesen trat er in sieben Wettbewerben an. Beim Einzelmehrkampf belegte er den 60. Platz, beim Dreikampf auf dem Leichtathletikfeld den 85. Platz und beim turnerischen Dreikampf den 42. Platz. Mit seiner Mannschaft, dem Concordia Turnverein St. Louis, verpasste er als Vierter noch knapp einen Medaillengewinn. Dieser gelang ihm letztlich in den übrigen drei Wettkämpfen. An den Ringen belegte er mit 32 Punkten hinter seiner Landsmännern Herman Glass und William Merz den dritten Platz und sicherte sich damit Bronze. Ebenfalls Bronze gewann er beim Tauhangeln. Voigt benötigte 9,8 Sekunden und erzielte damit die drittschnellste Zeit nach seinen Landsmännern George Eyser mit 7,0 Sekunden und Charles Krause mit 7,8 Sekunden. Beim Keulenschwingen kam Voigt auf 9,0 Punkte und gewann damit die Silbermedaille vor Ralph Wilson mit 5,0 Punkten und hinter Edward Hennig mit 13,0 Punkten. Wilson und Hennig kamen wie Voigt aus den Vereinigten Staaten.
Voigt zog zu einem späteren Zeitpunkt nach Detroit um, wo er als Turntrainer und Tanzlehrer arbeitete. Er besuchte das Normal College in Indianapolis.